# Tetragnatha filigastra
Tetragnatha filigastra är en spindelart som beskrevs av Cândido Firmino de Mello-Leitão 1943. 
Tetragnatha filigastra ingår i släktet sträckkäkspindlar, och familjen käkspindlar. Inga underarter finns listade i Catalogue of Life.